# Флаг Бирмингема (Алабама)
Флаг Бирмингема — официальный символ города Бирмингем, штат Алабама, США. Разработан Айдил Кинг Сорсби в 1921 году по случаю 50-летия города и принят 18 августа 1925 года.
Представляет собой прямоугольное красное полотнище с белым квадратом посередине, напоминающее канадский столб. В центре изображена красная пятиконечная звезда, которая вмещает в себя печать города и окружена кольцом из 67 мелких золотых звёзд и поясом из 85 золотых лучей.
Печать города изображает Вулкана — древнеримского бога огня и покровителя кузнецов и литейщиков, что тесно связано со статусом Бирмингема как центра промышленности и металлургии на юге США в конце XIX — начале XX веков. Белый цвет отражает чистоту женщин города, красный символизирует доблесть мужчин Бирмингема, золотой указывает на минеральные богатства города, а также на благосостояние его жителей. Большая красная звезда олицетворяет сам город, золотые выемки вокруг печати означают положение Бирмингема как центра торговли и промышленности в регионе. 67 золотых звёзд символизируют 67 округов Алабамы, в то время как 85 золотых лучей, предположительно, означают, что «Все дороги ведут в Бирмингем».
В 2004 году Североамериканская вексиллологическая ассоциация поставила флаг Бирмингема на 39-е место в списке 150 лучших флагов городов США.
В 2015 году была запущена кампания по замене флага Бирмингема. Победителем стал флаг, изображающий копьё Вулкана, однако он не заменил текущий вариант.